# Moqua Well
Moqua Well je malé podzemní jezírko v oblasti Yaren na ostrově Nauru. Celé jezírko je součástí podzemního systému jeskyní Moqua Caves. Jeho rozloha je 0,2 ha (0,49 akrů). Průměrná hloubka činí 2,5 m a maximální hloubka dosahuje 5 m.

## Využití
Není příliš známé, přestože patří mezi hlavní turistické atrakce ostrova Nauru.